# Limnofit
Limnofit – roślina słodkowodna. Limnofity to zarówno mikrolity (mikroflora), jak i makrofity. Limnofitom przeciwstawiane są euhalinofity.